# 甲酸镍
甲酸镍是镍和甲酸形成的盐，化学式为Ni(HCOO)2。它可由甲酸钠和硫酸镍在热水中反应，冷却后析出得到。它热分解生成金属镍。它除了可以形成水合物外，还可以和氨或吡啶形成配合物。